# Liste des conseillers territoriaux de Saint-Pierre-et-Miquelon
Le conseil territorial de Saint-Pierre-et-Miquelon compte actuellement 19 membres élus pour cinq ans.

## Listes par mandature

### 2022-2027
|                              |  |       |    |                   |                            |                    |  |  |  |  |  |  |  |  |
| Nom                          |  | Parti | N° | Section           | Groupe                     | Fonctions          |  |  |  |  |  |  |  |  |
| Bernard Briand               |  | AD    | 01 | Saint-Pierre      | Majorité - Archipel demain | Président          |  |  |  |  |  |  |  |  |
| Jacqueline André-Cormier     |  | AD    | 02 | Saint-Pierre      | Majorité - Archipel demain | 2e vice-présidente |  |  |  |  |  |  |  |  |
| Yannick Abraham              |  | AD    | 03 | Saint-Pierre      | Majorité - Archipel demain | 1er vice-président |  |  |  |  |  |  |  |  |
| Corinne Marsoliau Guibert    |  | AD    | 04 | Saint-Pierre      | Majorité - Archipel demain |                    |  |  |  |  |  |  |  |  |
| Claude Lemoine               |  | AD    | 05 | Saint-Pierre      | Majorité - Archipel demain | 4e vice-président  |  |  |  |  |  |  |  |  |
| Sandy Skinner                |  | AD    | 06 | Saint-Pierre      | Majorité - Archipel demain |                    |  |  |  |  |  |  |  |  |
| Jean-Louis Dagort            |  | AD    | 07 | Saint-Pierre      | Majorité - Archipel demain |                    |  |  |  |  |  |  |  |  |
| Annick Lafargue Salomon      |  | AD    | 08 | Saint-Pierre      | Majorité - Archipel demain |                    |  |  |  |  |  |  |  |  |
| André Le Bars                |  | AD    | 09 | Saint-Pierre      | Majorité - Archipel demain |                    |  |  |  |  |  |  |  |  |
| Naomi Haran                  |  | AD    | 10 | Saint-Pierre      | Majorité - Archipel demain | 5e vice-présidente |  |  |  |  |  |  |  |  |
| Gaël Arrossaména             |  | AD    | 11 | Saint-Pierre      | Majorité - Archipel demain |                    |  |  |  |  |  |  |  |  |
| Allison Dagort               |  | AD    | 12 | Saint-Pierre      | Majorité - Archipel demain |                    |  |  |  |  |  |  |  |  |
| Yannis Coste                 |  | AD    | 01 | Miquelon-Langlade | Majorité - Archipel demain | 3e vice-président  |  |  |  |  |  |  |  |  |
| Nolwen Desdouets             |  | AD    | 02 | Miquelon-Langlade | Majorité - Archipel demain |                    |  |  |  |  |  |  |  |  |
| Michel Detcheverry           |  | AD    | 03 | Miquelon-Langlade | Majorité - Archipel demain |                    |  |  |  |  |  |  |  |  |
| Annick Girardin              |  | CSA   | 01 | Saint-Pierre      | Cap sur l'avenir           |                    |  |  |  |  |  |  |  |  |
| Arnaud Orsiny                |  | CSA   | 02 | Saint-Pierre      | Cap sur l'avenir           |                    |  |  |  |  |  |  |  |  |
| Nathalie Poirier Arrossaména |  | CSA   | 03 | Saint-Pierre      | Cap sur l'avenir           |                    |  |  |  |  |  |  |  |  |
| René Michel                  |  | CSA   | 04 | Saint-Pierre      | Cap sur l'avenir           |                    |  |  |  |  |  |  |  |  |
| Roselle Bily                 |  | CSA   | 05 | Saint-Pierre      | Cap sur l'avenir           |                    |  |  |  |  |  |  |  |  |
| Franck Detcheverry           |  | CSA   | 01 | Miquelon-Langlade | Cap sur l'avenir           |                    |  |  |  |  |  |  |  |  |

### 2017-2022
| Nom                  | Parti | Parti | Section           | Fonctions                                          |
| -------------------- | ----- | ----- | ----------------- | -------------------------------------------------- |
| Stéphane Artano      |       | AD    | Saint-Pierre      | Président du conseil territorial et exécutif       |
| Catherine Hélène     |       | AD    | Saint-Pierre      | Vice-présidente du conseil territorial et exécutif |
| Bernard Briand       |       | AD    | Saint-Pierre      | Vice-président du conseil territorial et exécutif  |
| Catherine de Arburn  |       | AD    | Saint-Pierre      |                                                    |
| Stéphane Lenormand   |       | AD    | Saint-Pierre      | Vice-président du conseil territorial et exécutif  |
| Valériane Urdanabia  |       | AD    | Saint-Pierre      |                                                    |
| Jean-Yves Desdouets  |       | AD    | Saint-Pierre      | Vice-président du conseil territorial et exécutif  |
| Sandy Skinner        |       | AD    | Saint-Pierre      |                                                    |
| Claude Lemoine       |       | AD    | Saint-Pierre      |                                                    |
| Joane Beaupertuis    |       | AD    | Saint-Pierre      |                                                    |
| Jean-Pierre Lebailly |       | AD    | Saint-Pierre      |                                                    |
| Valérie Perrin       |       | AD    | Saint-Pierre      |                                                    |
| Jean-Louis Dagort    |       | AD    | Saint-Pierre      |                                                    |
| Olivier Detcheverry  |       | AD    | Miquelon-Langlade | Vice-président du conseil territorial et exécutif  |
| Virginie Sabarots    |       | AD    | Miquelon-Langlade |                                                    |
| Arnaud Gaspard       |       | AD    | Miquelon-Langlade |                                                    |
| Claire Vigneaux      |       | AD    | Miquelon-Langlade |                                                    |
| Matthew Reardon      |       | CSA   | Saint-Pierre      |                                                    |
| Tatiana Urtizbéréa   |       | CSA   | Saint-Pierre      | Membre du conseil exécutif                         |

### 2012-2017
| Nom                        | Parti | Parti | Section           | Fonctions                                          |
| -------------------------- | ----- | ----- | ----------------- | -------------------------------------------------- |
| Stéphane Artano            |       | AD    | Saint-Pierre      | Président du conseil territorial et exécutif       |
| Catherine de Arburn        |       | AD    | Saint-Pierre      | Membre du conseil exécutif                         |
| Stéphane Lenormand         |       | AD    | Saint-Pierre      | Vice-président du conseil territorial et exécutif  |
| Martine Derouet            |       | AD    | Saint-Pierre      | Vice-présidente du conseil territorial et exécutif |
| Bernard Briand             |       | AD    | Saint-Pierre      | Vice-président du conseil territorial et exécutif  |
| Sonia Poirier Urdanabia    |       | AD    | Saint-Pierre      |                                                    |
| Nicolas Gourmelon          |       | AD    | Saint-Pierre      | Vice-président du conseil territorial et exécutif  |
| Valérie Corbeil Perrin     |       | AD    | Saint-Pierre      |                                                    |
| Jean-Pierre Lebailly       |       | AD    | Saint-Pierre      |                                                    |
| Joane Beaupertuis          |       | AD    | Saint-Pierre      |                                                    |
| Gérard Briand              |       | AD    | Saint-Pierre      |                                                    |
| Rosiane Gautier Zimmermann |       | AD    | Saint-Pierre      |                                                    |
| Céline Gaspard             |       | AD    | Miquelon-Langlade | Vice-présidente du conseil territorial et exécutif |
| Olivier Detcheverry        |       | AD    | Miquelon-Langlade |                                                    |
| Marine Garnier             |       | AD    | Miquelon-Langlade |                                                    |
| Annick Girardin            |       | CSA   | Saint-Pierre      |                                                    |
| David Dodeman              |       | CSA   | Saint-Pierre      | Membre du conseil exécutif                         |
| Catherine Pen              |       | CSA   | Saint-Pierre      |                                                    |
| Gildas Morel               |       | CSA   | Miquelon-Langlade |                                                    |

### 2006-2012
| Nom                  | Parti | Parti | Circonscription   | Fonctions                                            |
| -------------------- | ----- | ----- | ----------------- | ---------------------------------------------------- |
| Stéphane Artano      |       | AD    | Saint-Pierre      | Président du conseil territorial et exécutif         |
| Françoise Letournel  |       | AD    | Saint-Pierre      | Vice-présidente du conseil territorial et exécutif   |
| Gérard Briand        |       | AD    | Saint-Pierre      | Vice-président et du conseil territorial et exécutif |
| Odile Beaupertuis    |       | AD    | Saint-Pierre      | Vice-présidente du conseil territorial et exécutif   |
| Jean-Yves Desdouets  |       | AD    | Saint-Pierre      | Vice-président du conseil territorial et exécutif    |
| Jean-Pierre Lebailly |       | AD    | Saint-Pierre      | Membre du conseil exécutif                           |
| Catherine de Arburn  |       | AD    | Saint-Pierre      |                                                      |
| Gérard Grignon       |       | AD    | Saint-Pierre      |                                                      |
| Claude Hacala        |       | AD    | Saint-Pierre      |                                                      |
| Nathalie Rebmann     |       | AD    | Saint-Pierre      |                                                      |
| Sonia Urdanabia      |       | AD    | Saint-Pierre      |                                                      |
| Alain Goupillière    |       | AD    | Saint-Pierre      |                                                      |
| Nicolas Gourmelon    |       | AD    | Saint-Pierre      |                                                      |
| Céline Gaspard       |       | AD    | Miquelon-Langlade | Vice-présidente du conseil territorial et exécutif   |
| Franck Detcheverry   |       | AD    | Miquelon-Langlade |                                                      |
| Isabelle Ozon        |       | AD    | Miquelon-Langlade |                                                      |
| Annick Girardin      |       | CSA   | Saint-Pierre      |                                                      |
| Yannick Cambray      |       | CSA   | Saint-Pierre      |                                                      |
| Stéphane Coste       |       | EPC   | Miquelon-Langlade | Membre du conseil exécutif                           |

### 2000-2006
| Nom               | Parti | Parti | Circonscription | Fonctions                    |
| ----------------- | ----- | ----- | --------------- | ---------------------------- |
| Marc Plantegenest |       | DIA   |                 | Président du conseil général |
|                   |       | DIA   |                 |                              |
|                   |       | DIA   |                 |                              |
|                   |       | DIA   |                 |                              |
|                   |       | DIA   |                 |                              |
|                   |       | DIA   |                 |                              |
|                   |       | DIA   |                 |                              |
|                   |       | DIA   |                 |                              |
|                   |       | DIA   |                 |                              |
|                   |       | DIA   |                 |                              |
|                   |       | DIA   |                 |                              |
|                   |       | DIA   |                 |                              |
| Bernard Le Soavec |       | AD    |                 |                              |
|                   |       | AD    |                 |                              |
|                   |       | AD    |                 |                              |
|                   |       | AD    |                 |                              |
|                   |       | AD    |                 |                              |
| Annick Girardin   |       | CSA   |                 |                              |
|                   |       | CSA   |                 |                              |